# Johann Ingenwinkel
Johann Ingenwinkel (* 1469 in Xanten; † 22. Juli 1535) war ein Domherr und Propst.
Bereits seit 1496 an der römischen Kurie, wurde er 1505 Protonotar und 1517 Abbreviator. Unter den Päpsten Julius II. und Leo X. war er einer der bedeutendsten Beamten der päpstlichen Verwaltung. Als ständiger Assistent war er unter Kardinal Giulio de Medici, dem späteren Papst Clemens VII. tätig. Ingenwinkel besaß ungewöhnlich viele Pfründen. So war er Propst in Xanten, Arnheim, Utrecht, Mainz, Brügge, Konstanz und Therauanne, an drei Stiften in Köln, Dechant zu Soest, Scholaster in Mainz, Kanoniker an je zwei Stiften in Utrecht und Köln, in Emmerich, Rees, Münster, Bonn, Mainz, Mecheln, Antwerpen, Douai, Deventer, Anagni und Veroli, wie auch Pfarrer in Bocholt, Dingden, Soest, Büren, Asbach, Köln, Lüttich (gleich dreifach), Rotterdam, Rom, Todi und Spoleto.
Der päpstliche Kammerherr Johann Ingenwinkel gehörte zu den Beratern des späteren Papstes Hadrian VI. und galt als absolut papsttreu. Aus diesem Grund ließ ihn der Kölner Erzbischof, Hermann V. von Wied, im Verlauf des Benefizienstreites auch mehrere Monate inhaftieren.

## Quelle
- Das Stift von Xanten, Xanten 1986
- Kardinal Johannes Gropper, Köln 2003

| Personendaten    | Personendaten                |
| ---------------- | ---------------------------- |
| NAME             | Ingenwinkel, Johann          |
| KURZBESCHREIBUNG | deutscher Domherr und Propst |
| GEBURTSDATUM     | 1469                         |
| GEBURTSORT       | Xanten                       |
| STERBEDATUM      | 22. Juli 1535                |